# Yukifumi Murakami
Yukifumi Murakami (村上 幸史?, Murakami Yukifumi; 23 dicembre 1979) è un giavellottista giapponese.

## Palmarès
| Anno | Manifestazione      | Sede     | Evento                 | Risultato | Prestazione | Note                                     |
| ---- | ------------------- | -------- | ---------------------- | --------- | ----------- | ---------------------------------------- |
| 1998 | Mondiali juniores   | Annecy   | Lancio del giavellotto | Bronzo    | 70,72 m     |                                          |
| 2001 | Universiadi         | Pechino  | Lancio del giavellotto | 7º        | 71,75 m     |                                          |
| 2002 | Giochi asiatici     | Pusan    | Lancio del giavellotto | Argento   | 78,77 m     |                                          |
| 2003 | Campionati asiatici | Manila   | Lancio del giavellotto | Argento   | 77,04 m     |                                          |
| 2004 | Giochi olimpici     | Atene    | Lancio del giavellotto | 18º       | 78,89 m     |                                          |
| 2005 | Mondiali            | Helsinki | Lancio del giavellotto | 27º       | 68,31 m     |                                          |
| 2005 | Campionati asiatici | Incheon  | Lancio del giavellotto | 6º        | 74,65 m     |                                          |
| 2006 | Giochi asiatici     | Doha     | Lancio del giavellotto | Argento   | 78,15 m     |                                          |
| 2007 | Mondiali            | Osaka    | Lancio del giavellotto | 21º (q)   | 77,63 m     | Miglior prestazione personale stagionale |
| 2008 | Giochi olimpici     | Pechino  | Lancio del giavellotto | 15º       | 78,21 m     |                                          |
| 2009 | Mondiali            | Berlino  | Lancio del giavellotto | Bronzo    | 82,97 m     |                                          |
| 2009 | Campionati asiatici | Canton   | Lancio del giavellotto | Oro       | 81,50 m     |                                          |
| 2010 | Giochi asiatici     | Canton   | Lancio del giavellotto | Oro       | 83,15 m     |                                          |
| 2011 | Campionati asiatici | Kōbe     | Lancio del giavellotto | Oro       | 83,27 m     |                                          |
| 2011 | Mondiali            | Taegu    | Lancio del giavellotto | 15º (q)   | 80,19 m     |                                          |
| 2012 | Giochi olimpici     | Londra   | Lancio del giavellotto | 24º       | 77,80 m     |                                          |
| 2013 | Mondiali            | Mosca    | Lancio del giavellotto | 21º (q)   | 77,75 m     |                                          |
| 2014 | Giochi asiatici     | Incheon  | Lancio del giavellotto | 4º        | 81,66 m     |                                          |
| 2015 | Campionati asiatici | Wuhan    | Lancio del giavellotto | Bronzo    | 79,05 m     |                                          |